# Spanish (Kanada)
Spanish – gmina (ang. township) w kanadyjskiej prowincji Ontario (Dystrykt Algoma). Powierzchnia Spanish wynosi 106,02 km². Według danych spisu powszechnego z roku 2001 Spanish liczy 816 mieszkańców (7,70 os./km²). Do 2004 roku gmina nosiła nazwę Shedden.